# ألبرت ر. هال
ألبرت ر. هال (بالإنجليزية: Albert R. Hall)‏ هو سياسي أمريكي، ولد في 1842 في هارتفورد في الولايات المتحدة، وتوفي في 1905. حزبياً، نشط في الحزب الجمهوري لمينيسوتا ‏ والحزب الجمهوري. وقد انتخب عضو جمعية ولاية ويسكونسن وانتخب عضو مجلس نواب مينيسوتا.